# OpenType
Opentype або OpenType Format — формат масштабованих шрифтів який має переваги в порівнянні з Type-1 і Truetype. У Windows і в Macintosh вони обробляються однаково. Тому при обміні шпальтами між цими платформами не виникає спотворення і помилок. Opentype-формат може запам'ятати до 64 тис. знаків. У зв'язку з цим Opentype-шрифти все ширше підключаються до різних призначених для користувача програм у разі багатомовного видання. Для роботи з Opentype-шрифтами при багатомовному наборі потрібний тільки сам шрифтовий файл і ніяких інших додаткових команд.

## Історія

Вертикальні, косі та курсивні варіанти кириличних літер у нижньому регістрі. Кожен рядок показує різні літери для однієї кодової точки

OpenType бере початок зі спроб Microsoft на початку 1990-х ліцензувати просунуту технологію типографіки Apple GX Typography. Ці перемовини закінчилися нічим, і спонукали Microsoft розробити у 1994 свою власну технологію, яка була названа «TrueType Open». У 1996 Adobe приєдналася до Microsoft, додавши підтримку технології позарядкових гліфів, яка використовувалася в їхніх шрифтах Type 1.
Ці зусилля Microsoft та Adobe мали на меті замістити формати шрифтів і Apple TrueType, і Adobe Type 1 («PostScript»). Реагуючи на потребу у виразнішому форматі шрифту для кращої типографіки і складної поведінки багатьох світових систем письма, дві компанії об'єднали основні технології обох форматів та додали нові розширення, націлені на подолання обмежень цих шрифтів. Назва OpenType була обрана, бо вона об'єднувала назви, як шрифт об'єднав технології. Формат був представлений до кінця того ж 1996 року.
Файл OTF містить шрифт OpenType, це стандарт шрифтів, що підтримує розширені функції введення тексту та більше мов, ніж було доступно раніше. Шрифти OpenType можна використовувати в Windows і MacOS, вони повністю масштабуються без втрати якості.
Версія Unicode 3.2 (опублікована в 2002 році) представила селектори варіантів як механізм кодування для представлення певних форм гліфів для символів. Однак Unicode не вказував, як реалізації відображення тексту повинні підтримувати такі послідовності. 2007 року послідовності варіантів для колекції Adobe-Japan1 було зареєстровано в базі даних Unicode, що призвело до потреби в появі OpenType. Це призвело до розробки підтаблиці cmap Format 14, яка була представлена у OpenType версії 1.5.